# 仙台駅前停留場
仙台駅前停留場（せんだいえきまえていりゅうじょう）は、かつて宮城県仙台市（現在の同市青葉区）中央にあった仙台市交通局（仙台市電）の停留場である。

## 概要
循環線、長町線、原の町線の3路線が乗り入れる駅であった。

## 駅構造
相対式ホーム2面2線の地上駅で、駅舎はなく、駅前通りとの併用軌道上にあった。

## 駅周辺
- 国鉄仙台駅
- エンドーチェーン

## 歴史
- 1926年11月25日 - 当駅〜大町西公園前停留場間開通により開業。
- 1976年4月1日 - 全線廃線により廃駅。

## 隣の駅
仙台市電
循環線・長町線・原の町線
中央一丁目停留場 - 仙台駅前停留場 - 中央三丁目停留場